# 拓跋洛侯
拓跋 洛侯（たくばつ らくこう、生年不詳 - 461年）は、北魏の皇族。広平殤王。

## 経歴
拓跋晃の子として生まれた。461年（和平2年）7月、広平王に封じられた。10月、死去した。諡は殤といった。
子がなく、後に陽平王拓跋新成の子の元匡が後を嗣いだ。

## 伝記資料
- 『魏書』巻19上 列伝第7上
- 『北史』巻17 列伝第5